# Parafia św. Izydora Oracza w Biadkach
Parafia Świętego Izydora Oracza w Biadkach – parafia rzymskokatolicka znajdująca się w diecezji kaliskiej, w dekanacie Krotoszyn.